# مارکوس اسمارت
مارکوس اسمارت (انگلیسی: Marcus Smart؛ زادهٔ ۶ مارس ۱۹۹۴) یک بازیکن بسکتبال اهل ایالات متحده آمریکا است.
از باشگاه‌هایی که در آن بازی کرده‌است می‌توان به بوستون سلتیکس اشاره کرد.
وی در مسابقات کشوری و بین‌المللی در مجموع برندهٔ ۲ مدال طلا شده‌است.